# De sju dygderna
De sju dygderna, eller de sju heliga dygderna, är de positiva spegelegenskaperna till de sju dödssynderna inom katolicismen. De spelade under medeltiden stor roll för etiska diskussioner och betraktelser.
De sju dygderna går tillbaka på en vida läst och uppskattad dikt av 400-talspoeten Aurelius Clemens Prudentius, "Psychomachia". Dikten beskriver kampen mellan gott och ont.

## Dygderna
Den vanligaste listan med dygderna lyder (på svenska och latin):
1. Ödmjukhet – humilitas (motsats till högmod)
2. Generositet – liberalitas (motsats till girighet)
3. Kyskhet – castitas (motsats till lusta)
4. Medmänsklighet – humanitas (motsats till avund)
5. Måttfullhet – temperantia (motsats till frosseri)
6. Tålamod – patientia (motsats till vrede)
7. Flit – industria (motsats till lättja)

### Gudomliga dygder och kardinaldygder
Katolska kyrkan skiljer mellan de gudomliga dygderna och kardinaldygder. De förstnämnda är enligt Thomas av Aquino (tagna ur Paulus Första Korinthierbrevet):
- Tro – fides
- Hopp – spes
- Kärlek – caritas

Kardinaldygderna är enligt Aristoteles:
- Klokhet – prudentia (den främsta dygden)
- Rättrådighet – justitia
- Måttfullhet – temperantia
- Tapperhet – fortitudo